# جورامياوات رمحية الرأس
جورامياوات رمحية الرأس (الاسم العلمي: Luciocephalinae) هي أسرة من الأسماك تتبع الفصيلة الجورامية من رتبة الفرخيات.

## أجناسها
- جوارمي أشعر البطن
- جوارمي أشعر القدم
- جورامي رمحي الرأس
- جورامي كروي
- جورامي كروي زائف
- جورامي مشطي